# تابوت (قصة موسى)

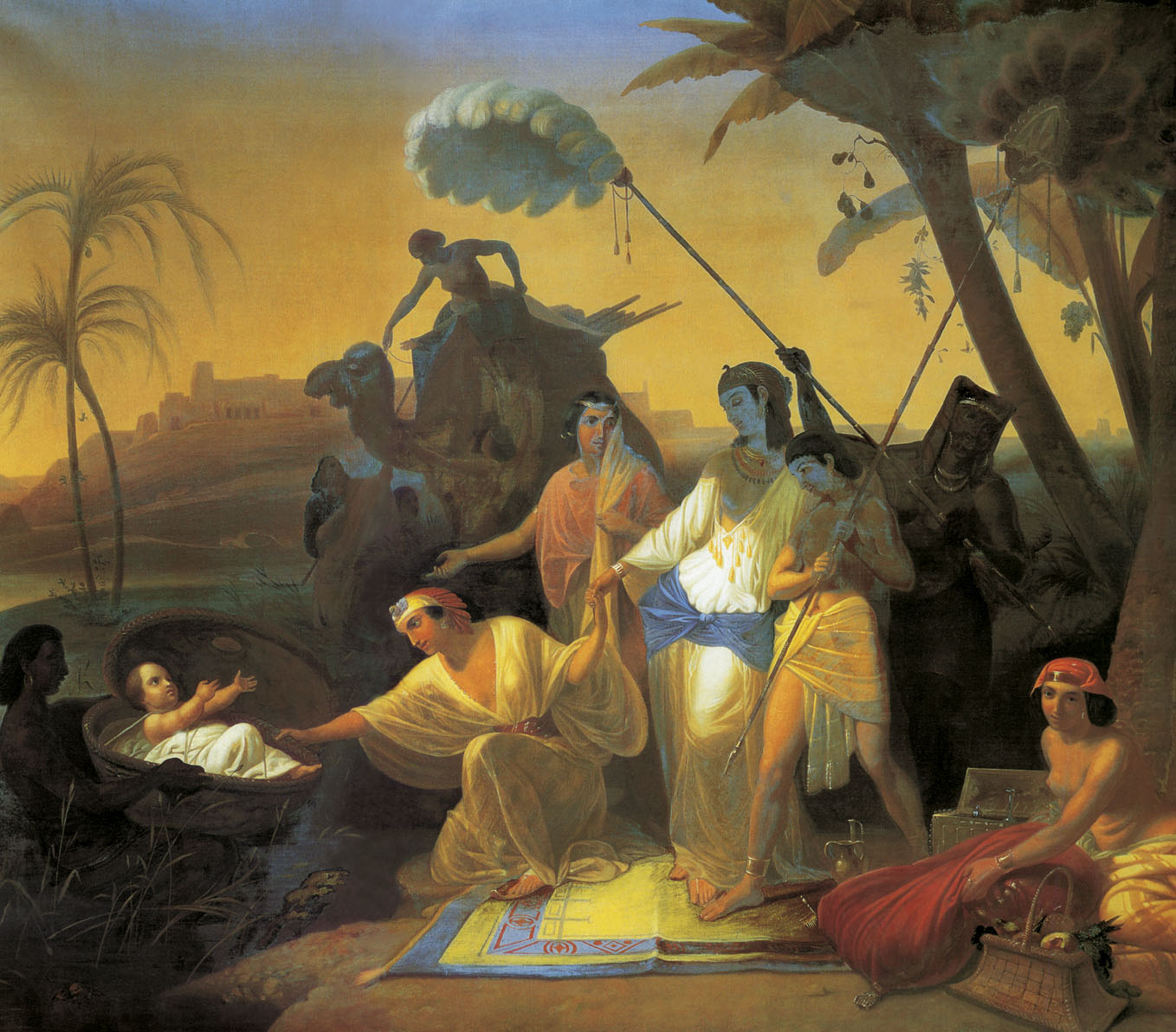
لوحة لابنة فرعون تجد موسى في سلة.

التابوت (في القرآن الكريم) أو السفط (في الكتاب المقدس) كان صندوقًا، وفقًا للقصة المعروفة باسم العثور على موسى في الكتاب المقدس في سفر الخروج كانت تحمل الطفل موسى.
وضع أم موسى التابوت الذي يحوي الطفل موسى البالغ من العمر ثلاثة أشهر، في التابوت على ضفة النهر ( النيل على الأرجح) لحمايته من الانتداب الفرعوني بإغراق كل طفل عبراني ذكر،  ثم عثرت عليه ابنة فرعون.

## في القرآن الكريم
﴿قَالَ قَدْ أُوتِيتَ سُؤْلَكَ يَا مُوسَى ۝٣٦ وَلَقَدْ مَنَنَّا عَلَيْكَ مَرَّةً أُخْرَى ۝٣٧ إِذْ أَوْحَيْنَا إِلَى أُمِّكَ مَا يُوحَى ۝٣٨ أَنِ اقْذِفِيهِ فِي التَّابُوتِ فَاقْذِفِيهِ فِي الْيَمِّ فَلْيُلْقِهِ الْيَمُّ بِالسَّاحِلِ يَأْخُذْهُ عَدُوٌّ لِي وَعَدُوٌّ لَهُ وَأَلْقَيْتُ عَلَيْكَ مَحَبَّةً مِنِّي وَلِتُصْنَعَ عَلَى عَيْنِي ۝٣٩﴾ [طه:36–39]

## في الكتاب المقدس
«ولما لم يمكنها ان تخبئه بعد اخذت له سفطا من البردي وطلته بالحمر والزفت ووضعت الولد فيه ووضعته بين الحلفاء على حافة النهر. 4 ووقفت اخته من بعيد لتعرف ماذا يفعل به 5 فنزلت ابنة فرعون الى النهر لتغتسل وكانت جواريها ماشيات على جانب النهر.فرات السفط بين الحلفاء فارسلت امتها واخذته. 6 ولما فتحته رات الولد واذا هو صبي يبكي.فرقت له وقالت هذا من اولاد العبرانيين. 7 فقالت اخته لابنة فرعون هل اذهب وادعو لك امراة مرضعة من العبرانيات لترضع لك الولد. 8 فقالت لها ابنة فرعون اذهبي.فذهبت الفتاة ودعت ام الولد. 9 فقالت لها ابنة فرعون اذهبي بهذا الولد وارضعيه لي وانا اعطي اجرتك.فاخذت المراة الولد وارضعته. 10» (سفر الخروج، الإصحاح الثاني)